# Historia del uniforme del Atlanta United FC
La indumentaria del Atlanta United FC es camiseta roja con franjas verticales negras y detalles en dorado, pantaloneta negra y medias rojas. Como resultado, el apodo más común del equipo es «The Five Stripes» (Los Cinco Rayas). Actualmente el Atlanta es el principal asociado publicitario, y el actual titular de los derechos de la camiseta es American Family Insurance, el proveedor es la multinacional alemana, Adidas.

## Historia y evolución
- Uniforme titular: Camiseta roja con franjas negras y detalles en dorado, pantaloneta negra y medias rojas o negras.
- Uniforme alternativo: Camiseta blanca con detalles anaranjados, pantaloneta blanca y medias blancas.

### Proveedores y patrocinadores
| Período       | Proveedor        | Patrocinador (pecho)  | Rama               | Patrocinador (manga) | Rama    |
| ------------- | ---------------- | --------------------- | ------------------ | -------------------- | ------- |
| 2016          |                  |                       | Seguros y finanzas | Ninguno              | Ninguno |
| 2017–2020     |                  |                       | Seguros y finanzas | Ninguno              | Ninguno |
| 2020–presente | Piedmont         | General               | Seguros y finanzas |                      |         |
| 2020–presente | Truist Financial | Servicios financieros | Seguros y finanzas |                      |         |

El 12 de julio de 2016, el equipo anunció a American Family Insurance como su patrocinador principal de la camiseta del primer equipo. Los términos y la duración del contrato no fueron revelados. Truist es el patrocinador oficial del uniforme a nivel de academia juvenil. El 4 de febrero de 2020, el club anunció que había ampliado su asociación con el proveedor de atención médica local Piedmont Healthcare. Como parte de la expansión de la asociación, Piedmont se convirtió en el patrocinador principal del primer equipo y el patrocinador principal del equipo de reserva. Además, el equipo anunció a Truist Financial y NAPA como patrocinadores en la manga.
Arthur Blank declaró que los fanáticos estarían involucrados en la elección del nombre, el escudo y "una combinación de colores que funcionará con el rojo y el negro con ... dorado", (los colores utilizados por los Falcons cuando se lanzaron en 1966).
El 25 de junio de 2015, Sports Illustrated informó que el equipo de expansión de Atlanta se llamaría Atlanta United FC. El anuncio oficial del nombre del equipo tuvo lugar el 7 de julio.
El presidente del Atlanta United, Darren Eales, explicó que el nombre fue elegido con base en una encuesta a los seguidores del club y usó palabras con lo que los fanáticos se relacionaron positivamente más con el equipo potencial. Eales también declaró que la reunión del grupo de fundadores aún se llevaría a cabo el 7 de julio y que además se revelaría el escudo del nuevo equipo.
El nombre, el escudo y los colores del equipo se dieron a conocer el 7 de julio de 2015. El escudo presenta un círculo que recuerda el sello de la ciudad y la herencia olímpica con una «"A"» en dorado en el centro del círculo.  Detrás de la "A" hay cinco franjas rojas y negras que representan los cinco pilares del equipo: unidad, determinación, comunidad, excelencia e innovación. Los colores oficiales del Atlanta son el negro (por fuerza y potencia), rojo (o «"Victory Red"», como lo llama el equipo, por orgullo y pasión) y dorado (por un compromiso con la excelencia). El equipo se ha convertido de manera no oficial como «"Los Cinco Rayas"» basadas en las cinco rayas en los uniformes inaugurales del equipo.
En febrero de 2019, con la conquista del primer campeonato de MLS del club, Atlanta desveló un nuevo uniforme titular para la temporada 2019. El nuevo diseño se nombró «Star and Stripes», realizado por Adidas.

## Evolución cronológica

### Titular
| 2017–18 | 2019–20 | 2021–22 |

| 2017–18 | 2019–20 | 2021–22 |

| 2017–18 | 2019–20 | 2021–22 |

| 2017–18 | 2019–20 | 2021–22 |

### Alternativo
| 2017 | 2018–19 | 2020–21 | 2022 |

| 2017 | 2018–19 | 2020–21 | 2022 |

| 2017 | 2018–19 | 2020–21 | 2022 |

| 2017 | 2018–19 | 2020–21 | 2022 |

### Tercero
| 2017 | 2021-22 |

| 2017 | 2021-22 |

| 2017 | 2021-22 |

| 2017 | 2021-22 |

### Arquero
| 1° (2017) | 2° (2017) | 3° (2017) | 4° (2017) | 1° (2018) | 2° (2018) | 3° (2018) | 4° (2018) |
| 1° (2019) | 2° (2019) | 3° (2019) | 4° (2019) | 1° (2020) | 2° (2020) | 3° (2020) |           |

| 1° (2017) | 2° (2017) | 3° (2017) | 4° (2017) | 1° (2018) | 2° (2018) | 3° (2018) | 4° (2018) |
| 1° (2019) | 2° (2019) | 3° (2019) | 4° (2019) | 1° (2020) | 2° (2020) | 3° (2020) |           |

| 1° (2017) | 2° (2017) | 3° (2017) | 4° (2017) | 1° (2018) | 2° (2018) | 3° (2018) | 4° (2018) |
| 1° (2019) | 2° (2019) | 3° (2019) | 4° (2019) | 1° (2020) | 2° (2020) | 3° (2020) |           |

| 1° (2017) | 2° (2017) | 3° (2017) | 4° (2017) | 1° (2018) | 2° (2018) | 3° (2018) | 4° (2018) |
| 1° (2019) | 2° (2019) | 3° (2019) | 4° (2019) | 1° (2020) | 2° (2020) | 3° (2020) |           |